# Låneregistrator (museum)
En låneregistrator (kallas även lånehandläggare, lånesamordnare, låneadministratör) är ett yrke på ett museum eller en kulturinstitution.
En låneregistrator hanterar lån av konstverk ur ett museums samling. Hen är museets kontaktperson gentemot andra museer eller institutioner som önskar låna föremål ur samlingarna och hanterar processen från inkommen förfrågan om lån till beslut. Hen samverkar med intendenter, konservatorer och museitekniker för att komma fram till hur föremålen lämpligast hanteras, packas, transporteras och installeras hos den mottagande institutionen. Hen följer upp också att överenskomna rutiner efterföljs av speditörer och låntagare.